# Würzburger Synode

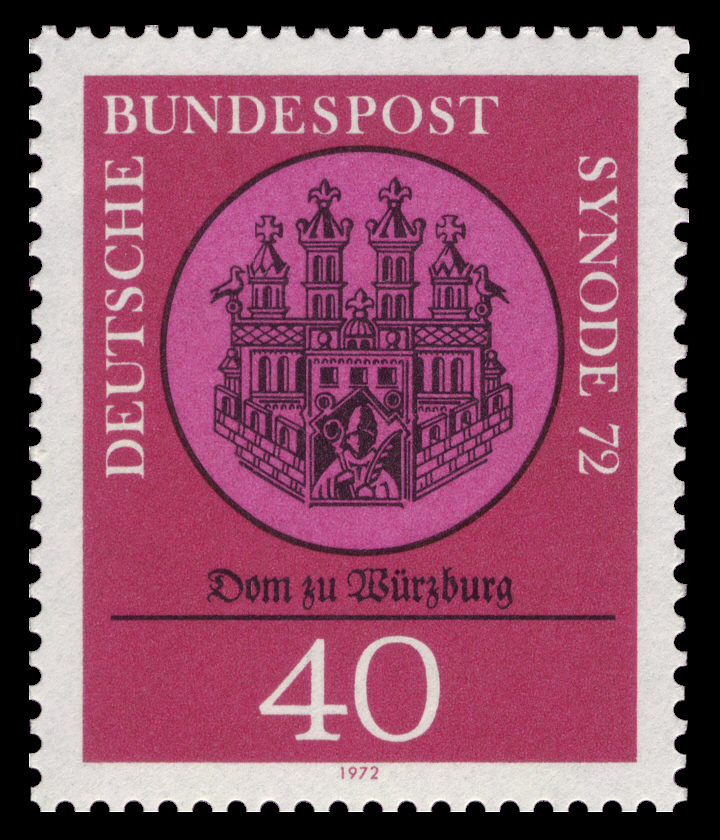
Die deutsche Sonderbriefmarke von 1972 zeigt das Stadtsiegel Würzburgs von 1237 bis 1560 mit dem Würzburger Dom

Die Gemeinsame Synode der Bistümer in der Bundesrepublik Deutschland, so der offizielle Titel der Würzburger Synode, fand von 1971 bis 1975 in Würzburg statt. Diese Synode wurde auch das Deutsche Konzil genannt, das ein wichtiges Stück Kirchengeschichte geworden ist.

## Vorgeschichte
Nach dem Zweiten Vatikanischen Konzil gab es in der katholischen Kirche einerseits eine Aufbruchstimmung, andererseits bei vielen Laien und Priestern Unsicherheit und Verwirrung. Zur Beratung über die Verwirklichung der Konzilsbeschlüsse wurden weltweit zahlreiche Diözesansynoden durchgeführt, so auch in den (Erz-)Bistümern Wien, Salzburg und Hildesheim. Diese Synoden waren Pioniervorhaben. Der 1966 veröffentlichte „Holländische Katechismus“ war ein früher Versuch einer nachkonziliaren Theologie für breitere Kreise; er wurde in Rom wegen Häresie angezeigt. Auf dem Katholikentag in Essen (September 1968) forderte die Gruppe Kritischer Katholizismus eine Pastoralsynode. Der Weihbischof Heinrich Tenhumberg schlug im Juni 1968 der Hauptkommission der Deutschen Bischofskonferenz (DBK) vor, über Formen der Demokratisierung in der Kirche nachzudenken. Denn die hierarchische Struktur der Kirche setze den Demokratisierungstendenzen eine Grenze. Man solle überspitzten und dogmatisch verfehlten Ansprüchen der Amtskirche entgegenwirken und zugleich dem berechtigten Verlangen vieler gläubiger Christen nach maßvoller Mitverantwortung und Mitbestimmung entgegenkommen. Daher schlug Tenhumberg gemeinsame Beratungen der DBK und des Zentralkomitees der deutschen Katholiken (ZdK) vor, die man «gegebenenfalls […] als Vorstufe und Vorübung für eine spätere Form einer National-Synode betrachten» könnte. Damit hatte er den Anstoß zur Würzburger Synode gegeben. Im Januar 1969 erfolgte die erste Zusammenkunft der Gemeinsamen Studiengruppe von Deutscher Bischofskonferenz (DBK) und dem Zentralkomitee der deutschen Katholiken (ZDK). Sie schlug eine Gemeinsame Synode der Bistümer in der Bundesrepublik Deutschland vor. Dank Bischof Hengsbach konnten zähe Widerstände gegen den Plan einer Pastoralsynode überwunden werden; die Durchführung der Gemeinsamen Synode wurde von der DBK bereits Ende Februar beschlossen.
Auch in der DDR gab es ähnliche Bestrebungen. Bereits 1969 eröffnete Bischof Otto Spülbeck die Meißner Diözesansynode in der Hofkirche zu Dresden.

## Die Synode
Aufgabe der Synode war, die Verwirklichung der Beschlüsse des Zweiten Vatikanischen Konzils zu fördern. Die Synode wurde von der Deutschen Bischofskonferenz im Februar 1969 einberufen. Sie war ein institutionalisierter Dialog von stimmberechtigten Bischöfen, Priestern, Ordensleuten und Laien aus allen deutschen Bistümern. Präsident der Synode war Julius Kardinal Döpfner. Er war einer der maßgeblichen Protagonisten der Synode. Kritiker wie der Regensburger Bischof Rudolf Graber standen der Synode dezidiert ablehnend gegenüber. Der um Mitarbeit gebetene Joseph Ratzinger, damals Professor für Dogmatik und Dogmengeschichte, zog sich frühzeitig aus der Synode zurück.
Karl Rahner wirkte mit. Anteil am Zustandekommen der Synode hatte Karl Forster, Sekretär der DBK (1967–1971) und Sekretär der Synode. Einflussreiche Laiensynodale waren unter anderem Walter Bayerlein, Vorsitzender Richter am Oberlandesgericht in München und Mitglied im Vorstand des Diözesanrates der Katholiken der Erzdiözese München und Freising, Hans Maier, Professor für politische Wissenschaften an der Universität München und bayerischer Kultusminister, Wilhelm Sandfuchs, Leiter der Abteilung Kirchenfunk beim Bayerischen Rundfunk (BR), und Josef Stingl (1919–2004), von 1968 bis 1984 Präsident der Bundesanstalt für Arbeit in Nürnberg.

### Verlauf
Zwischen Januar 1971 und November 1975 fanden acht Sitzungsperioden statt. Die erste Arbeitsvollversammlung fand vom 10. bis 14. Mai 1972 im Würzburger Dom statt. Dessen Hauptschiff dient bereits im Januar 1971 als Aula.  Manche der Vorlagen, wie zum Beispiel die zu „Kirche und Arbeiterschaft“ lösten in Vollversammlungen hitzige Diskussionen aus. Verabschiedet wurden wichtige Beschlüsse wie „Der Religionsunterricht in der Schule“. Die Vorlage „Christlich gelebte Ehe und Familie“ führte zu einer Elf-Stunden-Diskussion und zu einem Abstimmungsergebnis mit nur einer Stimme über der erforderlichen Zwei-Drittel-Mehrheit. Dabei war umstritten, ob die Sachkommission der Synode der DBK, welche Änderungen der Aussagen zur Empfängnisverhütung, zu vorehelicher Sexualität sowie zur Hilfe für geschiedene, wiederverheiratete Katholiken verlangte, zu weit entgegengekommen sei. Mit einem feierlichen Gottesdienst endete die Gemeinsame Synode am 23. November 1975. Man ging in Würzburg auseinander mit dem Satz „Die Synode endet - die Synode beginnt“.

### Ergebnisse und Folgen
Die Ergebnisse der Synode wurden in 18 Beschlüssen und 6 Arbeitspapieren festgehalten.
Wirkung ausgewählter Beschlusstexte:
- „Unsere Hoffnung. Ein Bekenntnis zum Glauben in dieser Zeit“: Der Text des Fundamentaltheologen Johann Baptist Metz (1928–2019) ist bis heute (2021) nur ein zitierter theologischer Entwurf.
- „Der Religionsunterricht in der Schule“: Der religionspädagogische Text begründete den Religionsunterricht theologisch und schulpädagogisch. Er machte die Erfahrungen der Schüler zum Ausgangspunkt des Unterrichts.
- „Die Beteiligung der Laien an der Verkündigung“: Dieser Beschluss wurde in der Auseinandersetzung mit Rom massiv beschnitten. Ein dabei entstandener Spielraum wurde mit dem Kirchenrecht von 1983 wieder geschlossen.
- „Ziele und Aufgaben kirchlicher Jugendarbeit“: Dieser Beschluss systematisierte bereits bestehende Ansätze wie z. B. die diakonische Dimension der Jugendarbeit oder das Konzept des „personalen Angebots“.
- „Christlich gelebte Ehe und Familie“: Die Bedeutungslosigkeit der kirchlichen Lehre in Fragen von Sexualität und Beziehung konnte dieser umstrittene Beschluss nicht überwinden. Er hob jedoch die Bedeutung des Gewissens hervor und  stärkte eine pastoral-solidarische Haltung gegenüber einer moralisch-verurteilenden.
- „Die pastoralen Dienste in der Gemeinde“: Er markierte Leitlinien für den Berufe des Pastoralreferenten und thematisierte auch heikle Themen wie das Diakonat der Frau.
- „Verantwortung des ganzen Gottesvolkes für die Sendung der Kirche“: Er ordnete die Strukturen der Mitverantwortung (Räte) auf verschiedenen Ebenen. Die Gemeinsame Konferenz von DBK und ZDK wurde eingerichtet.

Einzelne Sachkommissionen verabschiedeten sechs Arbeitspapiere:
- Das katechetische Wirken der Kirche
- Die Not der Gegenwart und der Dienst der Kirche
- Sinn und Gestaltung menschlicher Sexualität
- Aufgaben der Kirche in Staat und Gesellschaft
- Kirche und gesellschaftliche Kommunikation
- Deutsches Pastoralinstitut

## Rezeption
Die Synode war mehr als eine Episode in der deutschen Kirchengeschichte, es wurden entscheidende Weichen für die Zukunft gestellt. Sie hat einen neuen Stil des kirchlichen Regierens gebracht.
Nach Ansicht von Zeitzeugen lag der Ertrag der Gemeinsamen Synode nicht nur in den Beschlüssen, sondern vor allem auch in der Einübung offener Kommunikation und den damit verbundenen Austausch- und Erfahrungsprozessen. Kritiker warfen der Synode vor, über die Köpfe der Gläubigen hinweg- und an den Interessen der Gemeinden vorbeizugehen. Diese Kritik spiegelte sich im relativ früh nachlassenden Interesse der Öffentlichkeit an der Synode.